# Hemithea herbacea
Hemithea herbacea är en fjärilsart som beskrevs av Geoffroy 1785. Hemithea herbacea ingår i släktet Hemithea och familjen mätare. Inga underarter finns listade i Catalogue of Life.